# Степан Петриченко
Степан Максимович Петриченко (1892, село Никитенка, Жиздрински район, Калужка губерния, Руска империя – 2 юни 1947, РСФСР, СССР) – старши писар на броненосеца „Петропавловск“, ръководител на Военно-революционния комитет на Кронщатското въстание. По време на революцията в Русия той клони към анархо-комунизма, подобно на други моряци от Балтийския флот, по-късно нелегален офицер от съветското разузнаване във Финландия.

## Ранни години
Роден в семейство на беден селянин в село Никитенка, район Жиздра, Калужка губерния. Две години след раждането му семейството се премества в Александровск, където Степан завършва двегодишно градско училище и отива да работи в местен металургичен завод като металург. През 1913 г. Петриченко е повикан на военна служба на линейния кораб „Петропавловск“, който е част от Балтийския флот.

## Участие в революцията
По време на Февруарската революция в Русия той е с флота на естонския остров Нарген (сега Найсаар). През декември 1917 г. тук е провъзгласена Съветската република на моряците и строителите. Осемдесет военни моряци и около двеста местни островитяни организират местно самоуправление, което продължава до превземането на Талин от войските на кайзерска Германия на 26 февруари 1918 г.
Когато германските войски се приближават, лидерите на Наргенската република и повечето моряци на корабите са евакуирани в Кронщат поради безсмислието да се оказва съпротива на германците.
В Кронщад Петриченко служи на броненосеца „Петропавловск“ и има авторитет сред моряците, но не подкрепя болшевиките по въпроса за сключването на Бресткия мир. По-късно той признава грешката си. По време на „партийната седмица“ от 1919 г. той се присъединява към ВКП (б), но скоро напуска партията по време на пререгистрацията. Връщайки се през лятото на 1920 г. от посещение в Александровск, той възхвалява махновщината, но не става анархист по убеждения.

## Кронщадско въстание
През март 1921 г., с избухването на вълненията в Кронщат, той оглавява органа, ръководещ въстанието – Временния революционен комитет, но не проявява никакви политически таланти. Кронщадците искат ликвидиране на „автокрацията на комунистите“.
След потушаването на бунта с хиляди участници в него заминава за Финландия. Работил е в дъскорезници и бил дърводелец.

## Емигрант
В изгнание авторитетът на Петриченко сред бившите участници във въстанието е висок. Той блокира намерението на бялата емиграция в Хелзинки да изпрати кронщадски „доброволци“ в съветска Карелия за организиране на въстание, но помага за организирането на бойни отряди за изпращане на кронщадци в Петроград. Той призовава за неподчинение на заповедта на генерал Пьотър Врангел за включване на отряд от бивши кронщадци в армията му, разположена в Турция. Когато в началото на 1922 г. с указ на Всеруския централен изпълнителен комитет е обявена амнистия за редовите участници във въстанието, той не създава пречки за желаещите да се върнат в родината си и сам решава да поиска разрешение да се върне, за което провежда консултация с други бивши членове на революционния комитет. Скоро началникът на полицията на Виборг получава донос за „подлия план“ на Петриченко, в резултат на което той е арестуван на 21 май 1922 г. и прекарва няколко месеца в затвора.

## Агент
След излизането си от затвора работи в дъскорезници като дърводелец. През 1922 г. Петриченко отива в Рига и посещава посолството на РСФСР. Там той е вербуван като агент на ГРУ и става агент на отдела за разузнаване на Червената армия във Финландия. В публикация на списание „Власть“ от 2011 г., основана на документи, се съобщава, че „Петриченко е таен агент на Извънредната комисия на Петроградската губерния“ от началото на 1921 г.
През август 1927 г. Петриченко отново идва в Рига и в съветското посолство подава заявление, адресирано до Михаил Калинин, с молба за връщане на съветско гражданство и разрешение за пътуване до СССР. През 1927 г. Петриченко пътува през Латвия до СССР. Връщайки се във Финландия, той получава работа във фабрика за целулоза в град Кеми, където работи до 1931 г. Съкратен е от фабриката и се мести да живее в Хелзинки. През 1937 г. той обявява отказа си да сътрудничи на съветското разузнаване, но след това отново се съгласява да продължи да работи. С избухването на Втората световна война дейността на Петриченко се пренасочва към отразяване на военните приготовления на Третия райх и неговите съюзници. От Петриченко са получени няколко важни съобщения за подготовката на Германия за война срещу СССР (Операция „Барбароса“).
След избухването на войната през 1941 г. Петриченко е интерниран и след това арестуван от финландските власти.

## Арест и смърт
На 25 септември 1944 г. въз основа на споразумение за примирие между СССР, Великобритания и Финландия Петриченко е освободен и продължава да живее във Финландия. Но на 21 април 1945 г. той отново е арестуван и изпратен в СССР като част от група хора, известни като „Затворниците на Лейно“ (от името на финладския министър Юрьо Лейно). На 24 април той е арестуван от органите на СМЕРШ ГУКР. Разследването по случая Петриченко се ръководи от старши следовател от контраразузнаването на СМЕРШ капитан Новоселов. По указание на главния военен прокурор Лозински делото е прехвърлено на Специалното съвещание на НКВД на СССР, където е разгледано без присъствието на обвинението и защитата. Присъдата, постановена на 17 ноември 1945 г., гласи:
| „ | Петриченко Степан Максимович за участие в контрареволюционна терористична организация и принадлежност към финландското разузнаване е затворен в принудителен трудов лагер за период от 10 години, считано от 24 април 1945 г. | “ |

Степан Петриченко умира на 2 юни 1947 г. по време на преместването си от лагера Соликамск във Владимирския затвор.